# محمد شحرور
محمد شحرور (11 أبريل 1938 - 21 ديسمبر 2019)؛ مهندس وباحث ومفكر سوري، وأحد أساتذة الهندسة المدنية في جامعة دمشق ومؤلف ومنظر لما أُطلِق عليه «القراءة المعاصرة للقرآن». بدأ شحرور كتاباته عن القرآن والإسلام بعد عودته من موسكو واتهمه البعض باعتناقه للفكر الماركسي بسبب قضائه مرحلة شبابه في الاتحاد السوفيتي. في سنة 1990 أصدر كتابه "الكتاب والقرآن قراءة معاصرة" الذي حاول فيه تطبيق بعض الأساليب اللغوية الجديدة في محاولة لإيجاد تفسير جديد للقرآن، وأثار ذلك لغطاً شديداً استمر لسنوات، وصدرت العديد من الكتب لنقاش الأفكار الواردة في كتابه ومحاولة دحضها أو تأييدها. وقد كسَب  شحرور العديد من المؤيدين والمعارضين لأفكاره في العديد من البلدان.

## سيرته
ولد محمد شحرور بن ديب في دمشق عام 1938 من عائلة متوسطة حيث كان والده صباغا، وقد كان والده تلميذاً عند الشيخ الألباني، أتم تعليمه الثانوي في دمشق وحاز على الثانوية العامة 1958 وسافر بعد ذلك إلى الاتحاد السوفييتي ليتابع دراسته في الهندسة المدنية، وتخرج بدرجة دبلوم 1964 من جامعة موسكو، ثم عاد لدمشق ليعين فيها معيداً في كلية الهندسة المدنية في جامعة دمشق حتى عام 1968. أوفد إلى جامعة دبلن بإيرلندا عام 1968 للحصول على شهادتي الماجستير عام 1969، والدكتوراه عام 1972 في الهندسة المدنية – اختصاص ميكانيك تربة وأساسات.
عين مدرساً في كلية الهندسة المدنية – جامعة دمشق عام 1972 لمادة ميكانيك التربة، ثم أستاذا مساعداً.
افتتح مكتباً هندسياً استشارياً لممارسة المهنة كاستشاري منذ عام 1973، واستمر يمارس الدراسات والاستشارات الهندسية في مكتبه الخاص في حقل ميكانيك التربة والأساسات والهندسة حتى سنوات حياته الأخيرة. وقدم وشارك في استشارات فنية لكثير من المنشآت الهامة في سوريا.
له عدة كتب في مجال اختصاصه تؤخذ كمراجع هامة لميكانيك التربة والأساسات.
بدأ في دراسة التنزيل الحكيم وهو في أيرلندا بعد حرب 1967، وذلك في عام 1970، وقد ساعده المنطق الرياضي على هذه الدراسة، واستمر بالدراسة حتى عام 1990، حيث أصدر الكتب التالية ضمن سلسلة (دراسات إسلامية معاصرة) الصادرة عن دار الأهالي للطباعة والنشر في دمشق.

## مؤلفاته
- أصدر الكتب التالية ضمن سلسلة (دراسات إسلامية معاصرة) الصادرة عن دار الأهالي للطباعة والنشر في دمشق:

1. (الكتاب والقرآن – قراءة معاصرة) عام 1990. (822) صفحة.
2. (الدولة والمجتمع) عام 1994. (375) صفحة.
3. (الإسلام والإيمان – منظومة القيم) عام 1996. (400) صفحة.
4. (نحو أصول جديدة للفقه الإسلامي – فقه المرأة ” الوصية – الإرث – القوامة – التعددية – اللباس”) عام 2000. (400) صفحة.
5. (تجفيف منابع الإرهاب) عام 2008. (300) صفحة.

- وصدر له عن دار الساقي، بيروت – لبنان، الكتب التالية:

1. (القصص القرآني – المجلد الأول: مدخل إلى القصص وقصة آدم) عام 2010. (359) صفحة.
2. (الكتاب والقرآن – رؤية جديدة) عام 2011. (711) صفحة.
3. (القصص القرآني – المجلد الثاني: من نوح إلى يوسف) عام 2012. (286) صفحة.
4. (السنة الرسولية والسنة النبوية – رؤية جديدة) عام 2012. (229) صفحة.
5. (الدين والسلطة – قراءة معاصرة للحاكمية) عام 2014. (480) صفحة.
6. (الإسلام والإيمان – منظومة القيم) عام 2014 (336) صفحة.
7. (فقه المرأة – نحو أصول جديدة للفقه الإسلامي) عام 2015 (384) صفحة.
8. (أمُّ الكتاب وتفصيلها: قراءة معاصرة في الحاكمية الإنسانية – تهافت الفقهاء والمعصومين) عام 2015 (464) صفحة.

- وصدر عن دار بريل في هولندا، كتاب:

1. The Qur’an, Morality and Critical Reason – The Essential Muhammad Shahrur[4]

## انتقادات وردود
وُجهت العديد من الانتقادات لأفكار الدكتور محمد شحرور، خاصة كتابه الأول الكتاب والقرآن، وقد صدرت عدة مؤلفات تنقد أفكاره وترد عليه، منها:
- الحداثيون العرب في العقود الثلاثة الأخيرة والقرآن الكريم - دراسة نقدية - د.الجيلاني مفتاح - دار النهضة، دمشق 2006
- قراءة معاصرة في القراءة المعاصرة - د. صهيب محمود السقار - دار الفكر، بيروت 2020[5]
- القراءة المعاصرة للدكتور شحرور - مجرد تنجيم/ كذب المنجمون ولو صدقوا - سليم الجابي - دمشق 1991
- القراءة المعاصرة للقرآن في الميزان - أحمد عمران - دار النفائس، بيروت 1995
- تهافت القراءة المعاصرة - د. منير الشواف - الشواف للنشر والدراسات، قبرص 1993
- بيضة الديك - نقد لغوي لكتاب «الكتاب والقرآن» - يوسف الصيداوي - دمشق، سورية
- القرآن وأوهام القراءة المعاصرة - م. جواد عفانة - دار البشير، عمان 1994
- التحريف المعاصر في الدين - تسلل في الأنفاق بعد السقوط في الأعماق (عبث الشحرور في حِمَى النسور) - الدكتور عبد الرحمن حبنكة المَيداني - دار القلم، دمشق

## وفاته
أعلن حساب المهندس محمد شحرور الرسمي على تويتر خبر وفاته في مدينة أبو ظبي في 21 ديسمبر 2019 ونقل جثمانه إلى دمشق بناءً على وصيته ليدفن في مقبرة العائلة.

## وصلات خارجية
- الموقع الرسمي للدكتور المهندس محمد شحرور نسخة محفوظة 21 ديسمبر 2019 على موقع واي باك مشين.
- حوار دويتشه فيله مع محمد شحرور عام 2004
- حوار موقع قنطرة مع محمد شحرور عام 2009
- روافد: حوار توثيقي مع المفكر محمد شحرور «الجزء الأول». العربية نت
- روافد: حوار توثيقي مع المفكر محمد شحرور «الجزء الثاني». العربية نت